# Azy-le-Vif
Azy-le-Vif – miejscowość i gmina we Francji, w regionie Burgundia-Franche-Comté, w departamencie Nièvre.
Według danych na rok 1990 gminę zamieszkiwało 227 osób, a gęstość zaludnienia wynosiła 5 osób/km² (wśród 2044 gmin Burgundii Azy-le-Vif plasuje się na 685. miejscu pod względem liczby ludności, natomiast pod względem powierzchni na miejscu 47.).